# Oleksandr Rojtburd
Oleksandr Rojtburd (em ucraniano: Олександр Анатолійович Ройтбурд; 14 de outubro de 1961 em Odessa, RSS Ucraniana – Odesa, 8 de agosto de 2021) foi um artista ucraniano da Nova Onda ucraniana e co-fundador da teoria do Transavantgard ucraniano. Trabalhou como pintor e instalador, entre outras coisas com projectos de vídeo e fotografia. No Kyiv Book Arsenal 2016, uma sala com obras provocantes de grande formato foi dedicada ao seu trabalho. De março de 2018 a 4 de setembro de 2019, foi director do Museu de Arte de Odessa.

## Trabalhar
Oleksandr Rojtburd é considerado um dos fenómenos importantes do movimento Nova Onda ucraniano. À primeira vista, as suas obras são na sua maioria determinadas mitologicamente e permeadas por representações arquetípicas. No entanto, os elementos do surreal permanecem dentro dos limites orgânicos de uma evolução subtil. Como pintor, nunca se comprometeu a desenvolver e definir o seu estilo pessoal através de uma transformação em busca do modelo grego. Os seus últimos trabalhos são caracterizados pela rejeição do sarcasmo e do drama. O conflito desaparece de cena em favor da ironia subtil e da intimidade.

## Literatura
- Roitburd, Osnovy, Kiev 2016
- Do VERMELHO ao amarelo e ao azul, Ludmila Beresnitsky, Kiev 2004
- Perscha Konnektija, Kiev 2003